# 巴德爾 (東巴基斯坦)
巴德爾 (Al-Badr，Badr意為“滿月”) 是一支東巴基斯坦的准军事力量，由比哈爾穆斯林和反對東巴基斯坦獨立的孟加拉人组成，在孟加拉国解放战争期间在東巴基斯坦活动，反对孟加拉民族主义运动。得到巴基斯坦政府的赞助。在1971年孟加拉知識份子屠殺事件中，該組織是參與者之一。在第三次印巴戰爭巴方失敗后，該組織瓦解。其中幾個頭目在2000年代後被孟加拉國處決。